# Eduardo Arbide
Eduardo Arbide Allende (Rosario, 4 dicembre 1900 – 13 novembre 1987) è stato un calciatore spagnolo, di ruolo centrocampista.

## Carriera
Giocò in patria con la Real Sociedad.
Nato in Argentina, nel 1921 giocò la sua unica partita con la Nazionale di calcio spagnola.